# Larry Lockwood
Larry Paul Lockwood (Duluth, 18 juni 1943) is een Amerikaans componist, muziekpedagoog, dirigent en trompettist. Hij was de zoon van het echtpaar Laurence Merle Lockwood en Lillian Stewart Lockwood.

## Levensloop
Lockwood kreeg zijn eerste muziekles van zijn moeder. Van de pianist John Ringgold kreeg hij eerste piano- en compositieles. Al in zijn jaren op de High School was hij trompettist in de schoolorkesten. Hij studeerde aan de Universiteit van Washington in Seattle. Vervolgens vertrok hij naar New York en studeerde onder anderen compositie bij Ludmila Ulehla, David Diamond en Mario Davidovsky aan de Manhattan School of Music aldaar behaald hij zowel zijn Bachelor of Music als zijn Master of Music in compositie. Zijn studies voltooide hij aan de Cornell University in Ithaca bij Robert Palmer en Karel Husa en promoveerde tot Doctor of Musical Arts in 1975. 
Sinds 1970 is hij gehuwd met Sherry Konigsberg. 
In 1973 vertrok hij wederom naar New York en was er werkzaam als docent aan de Cornell University, als bibliothecaris aan de Manhattan School of Music, als dirigent van het New York String Ensemble, dat door hem werd opgericht en als componist. Zijn werken werden uitgevoerd door ensembles en orkesten zoals The Manhattan Marimba Quartet, The Riverside Quartet, The Long Island Chamber Ensemble, The Cornell University Band en het New York String Ensemble. Lockwood is lid van de American Society of Composers, Authors and Publishers (ASCAP). 

## Composities

### Werken voor orkest
- Ballad in D, voor viool en strijkorkest
- Etudes, voor strijkers, 2 dwarsfluiten, 2 hobo's en piano
- Serenade, voor strijkorkest

#### Concerten voor instrumenten en orkest
- 1981 Concert, voor altviool en strijkorkest
- Concert, voor 2 dwarsfluiten, strijkorkest en piano
- Concert, voor elektrische gitaar, strijkorkest, piano en elektrische basgitaar
- Concert, voor hobo, strijkorkest en piano
- Concert, voor hoorn, strijkorkest en piano
- Concert, voor klarinet, strijkorkest en klavecimbel
- Concert, voor 2 trompetten en strijkorkest
- Concert, voor 2 violen en strijkorkest

### Werken voor harmonieorkest
- 1973 Suite

### Missen en andere kerkmuziek
- 1972 Tifillot (Prayers), 3 sacrale liederen voor middenstem en piano
- 1973 Four psalms, voor tenor, bariton, gemengd koor en orkest 
  1. Psalm 29
  2. Psalm 126
  3. Psalm 104
  4. Psalm 19
- 1965 Dona nobis pacem
- Daughters of Jerusalem, voor 2 sopranen, mezzosopraan en toetseninstrument[2] - tekst: Salomo 5-8
- Friday Evening Service, voor cantor, mezzosopraan, gemengd koor, orgel en koperkwintet
- Hanishamah Lach (The Soul Is Thine), voor tenor, gemengd koor en orgel
- May The Words Of My Mouth, voor gemengd koor en toetseninstrument
- Our Father, anthem voor 2 sopranen, gemengd koor en orgel
- Sing and Rejoice, voor solisten, gemengd koor en orgel
- The Lords Prayer, voor gemengd koor en orgel

### Muziektheater

#### Opera's
| Voltooid in | titel                            | aktes       | première | libretto |
| ----------- | -------------------------------- | ----------- | -------- | --- |
| 1985        | The Dybbuk                       | 4 bedrijven |          | S. Ansky, geboren: Shloyme-Zanvl Rappoport (1863-1920) gebaseerd op het legendarische Joodse toneelstuk Engelse vertaling Joseph C. Landis, geadapteerd door de componist |
|             | Into the Night                   | 18 scènes   |          | Ger Duffy |
|             | Doctor Faustus Lights the Lights | 3 bedrijven |          | Gertrude Stein |
|             | J.B. (nog onvoltooid)            |             |          | Archibald MacLeishn |

### Vocale muziek

#### Cantates
- Cantata for the Festival of Lights, voor sopraan (of tenor) en strijkorkest

#### Liederen
- 1964 6 Rounds, voor 3 zangstemmen
- 1964 Can one one can, 3 liederen voor middenstem en piano - tekst: E.E. Cummings
- 1965 3 Liederen, voor middenstem en piano - tekst: E.E. Cummings
- 1965 6 Haiku, voor sopraan, dwarsfluit en altviool
- 1966 4 Liederen, voor middenstem en piano - tekst: E.E. Cummings
- 1972 4 Liederen, voor sopraan en piano - tekst: E.E. Cummings
- 1972 Fair academe, voor zangstem en piano
- 1975 Epithalamia, 5 liefdesliederen voor sopraan, viool en piano - tekst: E.E. Cummings
- 1978 Landscapes, 5 liederen voor sopraan, vibrafoon en marimba[3] - tekst: T.S. Eliot
- 1981 Pomes Penyeach, 7 liederen voor sopraan en 2 violen - tekst: James Joyce
- 1987 4 Ierse liederen, voor hoge stem en piano
- 1990 4 Gedichten van Gabriel Lockwood, voor zangstem en piano
- 2003 4 Gedichten van Sherry Lockwood, voor zangstem en piano
- 2005 Planting Seeds Of Love, voor zangstem en piano - tekst: Sherry Lockwood
- Songs of Sadness, voor mezzosopraan en piano[4] - tekst: Sherry Lockwood

### Kamermuziek
- 1976 Kwartet, voor 2 piano's en 2 slagwerkers
- 1979 Strijkkwartet
- 1987 Four Songs from The Tempest, voor koperkwintet
- Canzona, voor piano, bekkens en strijkkwintet
- Chorale Fantasy on York, voor altviool en piano
- Duo Concertant, voor hobo, klarinet (of sopraansaxofoon) en pauken
- Ricercar, voor dwarsfluit en piano
- Simple Music, voor 2 melodie-instrumenten en piano
- Sonate, voor 2 violen en cello

### Werken voor piano
- 1983 Sonate, voor 2 piano's
- Gap Song
- Sonatina

### Werken voor slagwerk
- 1974 Duets, voor 2 slagwerkers[5]
- Choral Partite, voor vibrafoon en marimba
- Sonate, voor 4 marimba

## Publicaties
- Rhythmic analysis : a theory, a methodology, and a study of Stravinsky's Requiem canticles, D.M.A. Thesis, Cornell University, 1975.